# 43.ª reunião de cúpula do G7
A 43.ª Cúpula dos Países Desenvolvidos (português brasileiro) ou 43.ª Cimeira dos Países Desenvolvidos (português europeu) realizou-se entre 26 e 27 de maio de 2017, em Taormina, Sicília, Itália. Em março de 2014, o G7 declarou que não seria possível uma discussão integral com a Federação Russa no contexto multilateral da organização por conta dos empecilhos diplomáticos gerados após a Crise da Crimeia. Desde então, as reuniões de cúpula não têm sido realizadas sob o contexto do G8.
Foi a primeira ocasião desde 1987 em que a Itália sediou uma reunião de cúpula do G7 sem a liderança de Silvio Berlusconi. No geral, a reunião foi a sexta ocasião em que o país recebeu uma cimeira do grupo; outras cidades italianas a sediarem o evento foram Veneza (1980 e 1987), Nápoles (1994) e Áquila (em 2009). O comparecimento de Angela Merkel e Theresa May marcou a primeira vez em que mulheres representaram as nações europeias mais poderosas do grupo.

## Participantes

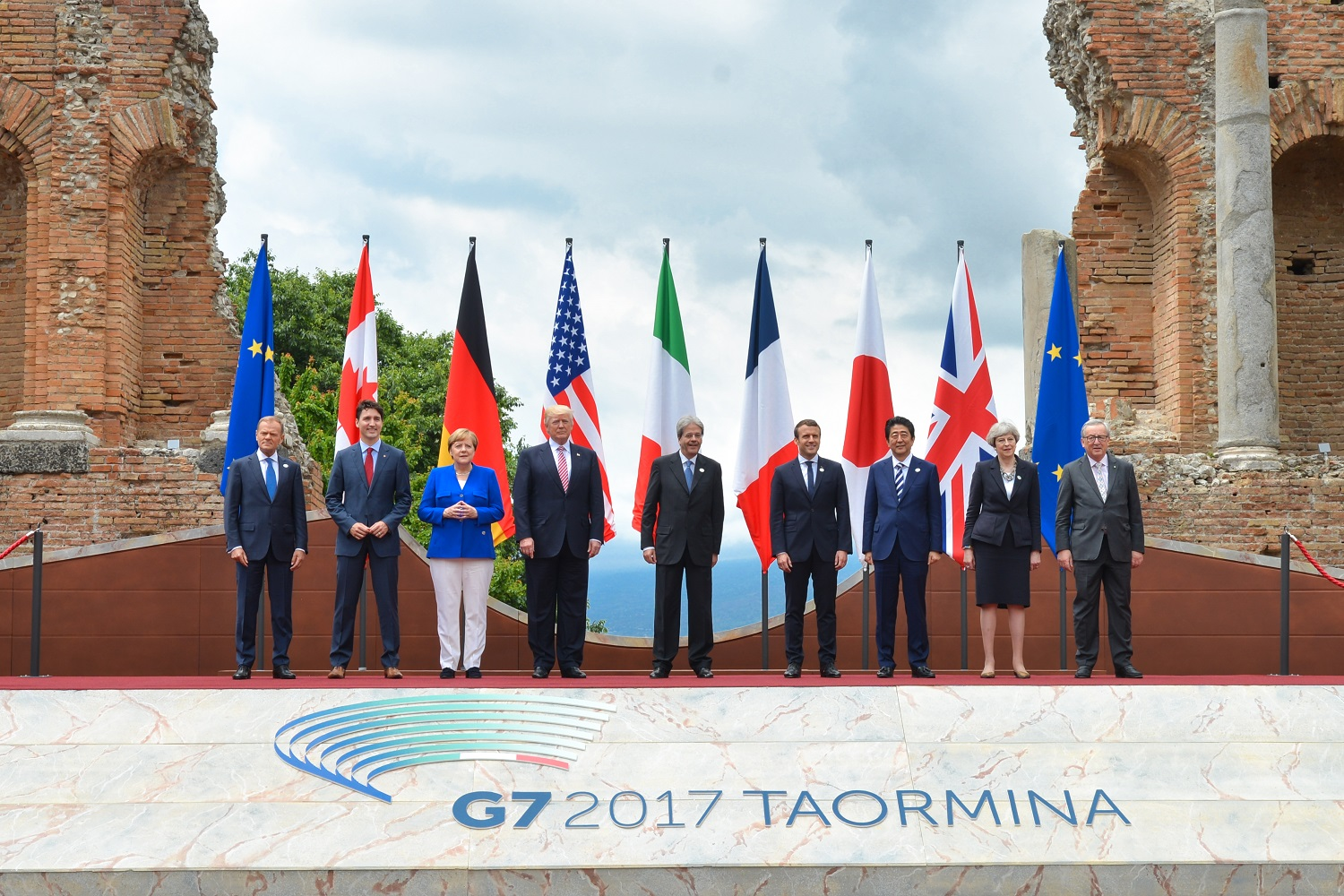
Líderes do G7 durante a 43.ª reunião do grupo, 2017.

A 43.ª reunião de cúpula contou com a participação dos líderes dos sete Estados-membros do G7, além de representantes da União Europeia. O Presidente da Comissão Europeia têm sido um membro-convidado em todas as cimeiras desde 1981. O evento contou com a primeira participação dos líderes Theresa May, Emmanuel Macron e Donald Trump, sendo também o primeiro encontro bilateral entre este dois últimos.
| Membros permanentes País anfitrião e líder estão indicados em negrito. |                |                     |                                 |
| Membro                                                                 | Membro         | Representado por    | Título                          |
| Alemanha                                                               | Alemanha       | Angela Merkel       | Chanceler                       |
| Canadá                                                                 | Canadá         | Justin Trudeau      | Primeiro-ministro               |
| Estados Unidos                                                         | Estados Unidos | Donald Trump        | Presidente                      |
| França                                                                 | França         | Emmanuel Macron     | Presidente                      |
| Itália                                                                 | Itália         | Paolo Gentiloni     | Primeiro-ministro               |
| Japão                                                                  | Japão          | Shinzō Abe          | Primeiro-ministro               |
| Reino Unido                                                            | Reino Unido    | Theresa May         | Primeiro-ministro               |
|                                                                        |                |                     |                                 |
| União Europeia                                                         | União Europeia | Jean-Claude Juncker | Presidente da Comissão Europeia |
| União Europeia                                                         | União Europeia | Donald Tusk         | Presidente do Conselho Europeu  |

## Temas
Os líderes presentes enfatizaram temas de interesse comum entre as nações, como: o fim da Guerra Civil Síria, conclusão da missão das Nações Unidas na Líbia, redução da presença do Estado Islâmico do Iraque e do Levante na Síria e Iraque. Além disto, a Coreia do Norte foi tema das discussões, sendo conclamada a cumprir as resoluções do Conselho de Segurança das Nações Unidas. Alguns líderes também citaram a necessidade de uma posição da Federação Russa sobre o conflito na Ucrânia.
No setor de economia, os líderes comprometeram-se a apoiar uma atividade econômica e garantir estabilidade de mercado, além de desafiar desigualdades de comércio. Os líderes concordaram em criar condições para o recebimento dos imigrantes de outros países afetados pelo conflito no Oriente Médio. Outros temas debatidos foram o aquecimento global e as políticas internacionais de saúde.